# Museo Giovanni Battista Filippa
Il Museo Giovanni Battista Filippa è un museo antropologico e si trova a Rimella, nella frazione Chiesa in provincia di Vercelli. È allestito in due locali di una casa del 1415 collocata in prossimità della chiesa di San Michele Arcangelo. È il primo museo di titolarità civica istituito in Piemonte.

## Storia
Il museo è stato allestito grazie alla donazione delle collezioni di Giovanni Battista Filippa nel 1836, pochi anni prima della sua morte. Il suo intento era di far conoscere alla comunità di Rimella "un'idea della complessità e della varietà del mondo". Dopo il 1838 la collezione è stata incrementata per l'interessamento del pittore Maurizio Antonini e del parroco Gaudenzio Cusa.

## Sezione antropologica
Il "gabinetto di curiosità e cose rare", come il museo viene chiamato da Giovanni Battista Filippa, include libri, monete e animali imbalsamati e minerali che sono stati raccolti dal donatore lungo la sua esperienza fuori da Rimella. Ad esempio si possono osservare conti rilasciati da locande francesi, inglesi e tedesche, opuscoli pubblicitari di varia natura, titoli di viaggio utilizzati per spostamenti in diligenza, diplomi e attestati rilasciati sia da enti italiani che stranieri, libri e fogli sparsi stampati in varie lingue tra cui l’arabo e l’ebraico e anche una pergamena francese con cui si legittimata la fondazione di una loggia massonica in Torino all'inizio del 1800.